# Les Grandes Manœuvres
Les Grandes Manœuvres is een Franse dramafilm uit 1955 onder regie van René Clair. Destijds werd de film uitgebracht onder de titel Grote manoeuvres.

## Verhaal
In 1908, in een Frans garnizoenstadje gaat een officier een weddenschap aan  met zijn collega's dat hij de liefde van een willekeurige dame zal winnen. Het lot wijst een gescheiden vrouw uit Parijs aan. Alles gaat goed, totdat zij achter de weddenschap komt.

## Rolverdeling
| Acteur             | Personage                    |
| ------------------ | ---------------------------- |
| Michèle Morgan     | Marie-Louise Rivière         |
| Gérard Philipe     | Luitenant Armand de la Verne |
| Jean Desailly      | Victor Duverger              |
| Pierre Dux         | Kolonel                      |
| Jacques Fabbri     | Oppasser van Armand          |
| Jacques François   | Rodolphe                     |
| Yves Robert        | Luitenant Félix Leroy        |
| Brigitte Bardot    | Lucie                        |
| Lise Delamare      | Juliette Duverger            |
| Jacqueline Maillan | Jeanne Duverger              |
| Magali Noël        | Thérèse                      |
| Simone Valère      | Gisèle Monnet                |
| Catherine Anouilh  | Alice                        |
| Madeleine Barbulée | Vrouw met de gele hoed       |
| Dany Carrel        | Rose-Mousse                  |
| Raymond Cordy      | Fotograaf en vader van Lucie |
| Daniel Ceccaldi    | Een officier                 |